# Akiyoshi Taisuke
Taisuke Akiyoshi (sinh ngày 18 tháng 4 năm 1989) là một cầu thủ bóng đá người Nhật Bản.

## Sự nghiệp câu lạc bộ
Taisuke Akiyoshi đã từng chơi cho Ventforet Kofu và Fagiano Okayama.